# Kraftiga stormar i Sverige under 2000-talet
Kraftiga stormar förekommer i genomsnitt mer än en gång per år i Sverige. 

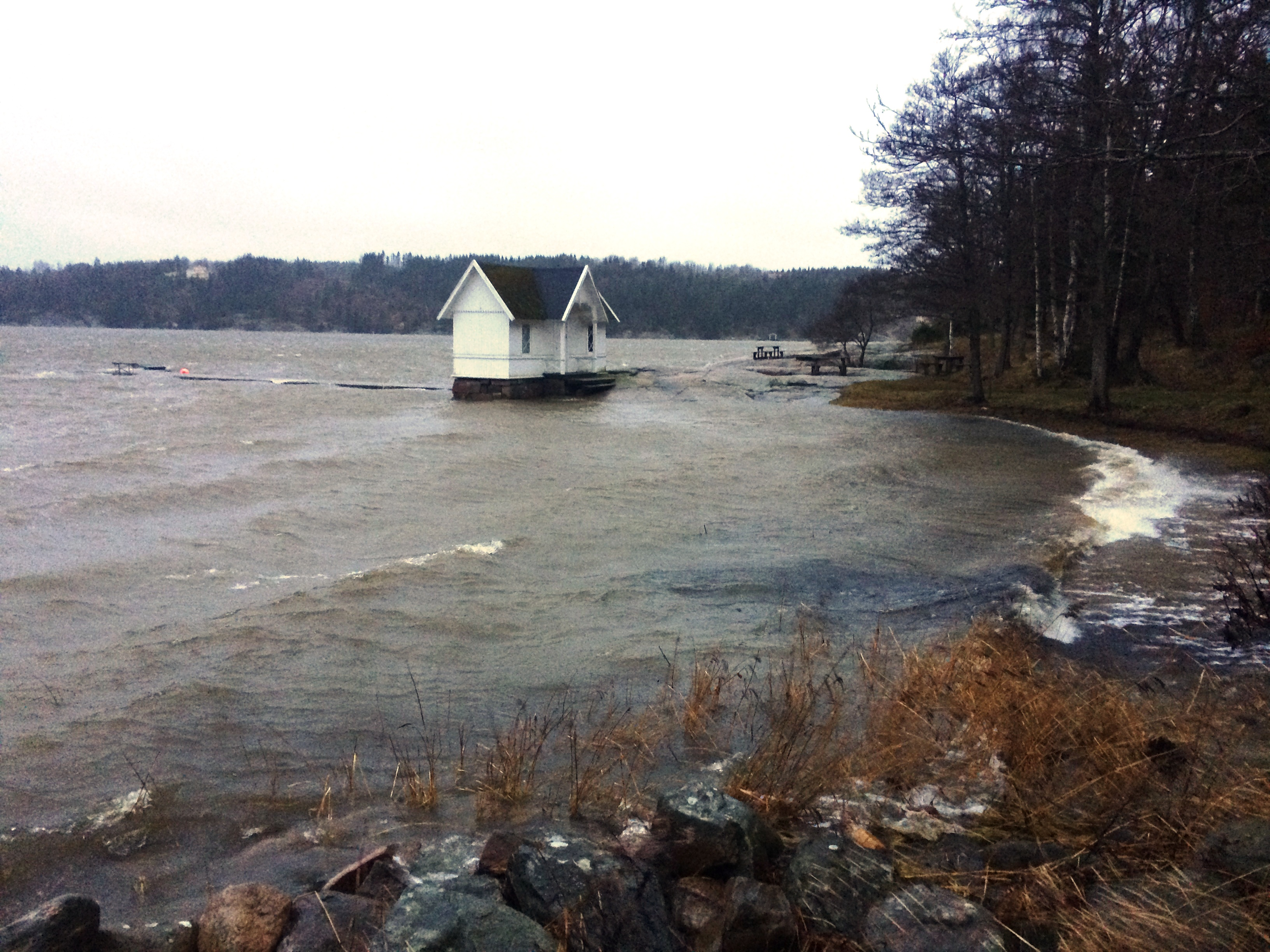
Stormen Helga i inre Gullmarsfjorden, Munkedals kommun i Bohuslän, 5 december 2015. Vattennivån är 50–70 cm över det normala vid det här stället.

## Lista över kraftiga stormar i Sverige under 2000-talet
- Döda avser antal döda människor i Sverige som en direkt följd av ovädret (ej röjningsarbete o.dy.).
- Strömlösa avser antal hushåll som blivit strömlösa kortare eller längre tid som en följd av ovädret.

| Datum ev. namn                                  | Hårdast drabbat område                                                                                          | Kraftigaste vindby                                                   | Vind- riktn.        | Strömlösa        | Döda | Fälld skog       | Anmärkning |
| ----------------------------------------------- | --- | -------------------------------------------------------------------- | ------------------- | ---------------- | ---- | ---------------- | --- |
| 29–31 januari 2000 Orkanen Reidun               | S Sverige | 37 m/s Kungshamn                                                     |                     |                  |      |                  | 946,2 hPa Krångede |
| 19–20 mars 2000                                 | Lapplandsfjällen                                                                                                | 45 m/s Stekenjokk                                                    |                     |                  |      |                  | |
| 31 okt–1 nov 2001                               | S Sverige | 37 m/s Söderarm                                                      |                     | 15 000           |      |                  | |
| 15 november 2001                                | N Sverige | 38 m/s Idre, Bjuröklubb                                              |                     | 100 000          |      | Stora skador     | |
| 29 november 2001                                | Fjällen | 43 m/s Sylarna                                                       |                     |                  |      |                  | |
| 12–13 december 2001                             | Norrland | 67 m/s Tarfala                                                       |                     |                  |      |                  | |
| 28–29 januari 2002                              | Syd- och västkusten                                                                                             | 42 m/s Hanö                                                          |                     | 100 000          |      |                  | |
| 5 april 2003                                    | S Norrland | 28 m/s Hälsingland                                                   |                     |                  |      | Omfattande       | |
| 8–9 januari 2005 Orkanen Gudrun                 | Småland | 42 (medelvind: 33) m/s Hanö                                          |                     | 415 000          | 18   | 75 milj. m³sk    | Rekordstora skador på skog och el- och telenät |
| 27–28 oktober 2006                              | Hela landet | 25 m/s                                                               |                     | Omfattande       |      |                  | Snöstorm, trafikkaos i Stockholm |
| 31 oktober–1 november 2006                      | Hela landet | 30 m/s Örskär                                                        |                     | Omfattande       |      | 1,6 milj. m³sk   | Snöstorm, trafikkaos i Stockholm |
| 1 januari 2007                                  | | 28 m/s Hanö                                                          |                     |                  |      |                  | |
| 9–10 januari 2007                               | Svealand | 29 m/s Örebro 29 m/s Nyköping/Skavsta                                |                     | 65 000           |      | Omfattande       | |
| 14 januari 2007 Orkanen Per                     | Götaland | 40 m/s Hanö                                                          |                     | 280 000          | 3    | 12 milj. m³sk    | |
| 18 januari 2007 Orkanen Kyrill Stormen Lill-Per | Skåne | 28 m/s Skanör                                                        |                     |                  |      |                  | |
| 15 juli 2007                                    | Bottnaryd | Kraftig tromb                                                        |                     | Många            |      | 20 hektar skog   | |
| 19 december 2007 Orkanen Rita                   | Västerbottens, Jämtlands och Lapplandsfjällen                                                                   | 44 m/s Stekenjokk                                                    |                     |                  |      |                  | Kraftig orkan i Skandinavien |
| 19 januari 2008 Stormen Putte                   | N Götaland | 32 m/s Måseskär                                                      |                     | 23 000           |      |                  | Namngivning efter omröstning i Aftonbladet |
| 26 januari 2008 Orkanen Sondre                  | Skåne | 34 m/s Väderöarna                                                    |                     | 15 000           |      |                  | |
| 31 januari - 3 februari 2008 Orkanen Tuva       | Hela landet | 35 m/s Bohuslän                                                      |                     | 17 000           | 5    |                  | Snöstorm |
| 12–15 februari 2008                             | Norrland, Bottenhavet, Ålands hav samt Östersjön                                                                | 43 m/s Stekenjokk                                                    |                     | 100-tals hushåll |      |                  | |
| 20–24 februari 2008                             | Hela landet | 39 m/s Hanö                                                          |                     | 86.166           | 3    | 1 500-2 000 träd | Stormflod 135 cm i Göteborg |
| 25–29 februari 2008                             | Hela landet | 23 m/s Göteborg                                                      |                     |                  | 3    |                  | Blixthalka i stora delar av landet. |
| 1–4 mars 2008 Stormen Emma                      | Götaland, Svealand och Östersjön                                                                                | 30 m/s Öresund                                                       |                     | 100-tals         | 6    |                  | Extremt höga vattenflöden, 112 cm över det normala, räddningstjänstens och SOS alarms huvudstationer i Gårda översvämmade. |
| 5–7 mars 2008                                   | Hela landet | 33 m/s Stekenjokk                                                    |                     | 5 000            | 7    |                  | Snöstorm, trafikkaos i Jämtlands och Norrbottensfjällena, −30 grader i Norra Norrland. |
| 7–10 mars 2008                                  | Hela landet | 25 m/s Stekenjokk                                                    | VNV                 |                  | 3    |                  | Snöstorm |
| 11–15 mars 2008                                 | Hela landet | 29 m/s Stekenjokk                                                    | SO, NO              |                  | 1    |                  | Kraftig orkanstyrka i Europa |
| 17–19 mars 2008                                 | Hela landet | 27 m/s Vinga 27 m/s Hallands väderö                                  | NO, NV              |                  |      |                  | Snöstorm |
| 20–23 mars 2008                                 | Hela landet | 26 m/s Utklippan                                                     | NO                  | 23 455           | 2    |                  | Snöstorm, −41 grader i Nikkaluokta |
| 27–29 mars 2008                                 | Hela landet | 28 m/s Sylarna                                                       |                     |                  |      |                  | Snöstorm |
| 30–31 mars 2008                                 | Hela landet | 36 m/s Sylarna                                                       | S                   | ca 1 000         | 4    |                  | |
| 5–6 april 2008                                  | Fjällkedjan och Östersjön                                                                                       | 22 m/s Sylarna                                                       | S                   |                  | 2    |                  | Stor lavinfara |
| 7–8 april 2008                                  | Svealand och Fjällkedjorna                                                                                      | 25 m/s Lungön                                                        | N                   |                  | 1    |                  | Snöstorm |
| 10–12 april 2008                                | Fjällkedjorna                                                                                                   | 26 m/s Stekenjokk                                                    | NO                  |                  |      |                  | Snöstorm |
| 17–19 april 2008                                | Norrland | 45 m/s Tarfala                                                       | N                   |                  | 1    |                  | |
| 24–25 april 2008                                | Norrland | 27 m/s Tarfala                                                       | NV                  |                  |      |                  | |
| 28–30 april 2008                                | Norrland | 28 m/s Sylarna                                                       | S                   | Tusentals        | 3    |                  | |
| 6–7 maj 2008                                    | Norrland | 26 m/s Stekenjokk 26 m/s Tarfala                                     | V, NV               |                  | 1    |                  | |
| 10 maj 2008                                     | Norrland | 32 m/s Tarfala                                                       | N, NV               |                  | 5    |                  | |
| 4 augusti 2008                                  | Götaland | 33 m/s Hanö, Hallands Väderö och Vinga                               | V                   |                  |      |                  | |
| 10 oktober 2010                                 | Nordvästra Lappland                                                                                             | Orkanbyar 35 m/s Stora Sjöfallet                                     | N                   |                  |      |                  | |
| 21 oktober 2010                                 | V Götaland | 33 m/s Vinga                                                         | NV                  |                  |      |                  | |
| 7–8 februari 2011                               | Skåne och Blekinge                                                                                              | 40 m/s Hanö                                                          |                     | 35 000           |      | enstaka träd     | |
| 7 april 2011                                    | Sydöstra Norrland och östra Svealand                                                                            | 34 m/s Örskär                                                        | V, NV               | Tiotusentals     |      |                  | Stockholm centralstation blev strömlöst och all norrgående tåg blev inställda från kl. 16 den 7 april till morgonen den 8:e. Örskär mätte 28 m/s i medelvind, högsta medelvind vid en svensk kuststation i april sedan 2003. Ett nytt djupt lågtryck drog in nästföljande dygn men det klassades inte som en storm men gav kraftiga fallvindar. |
| 25–26 november 2011 Ovädret Berit               | Norra Norrland                                                                                                  | 37 m/s Hemavan                                                       |                     |                  |      |                  | |
| 27 november 2011 Adventsstormen Orkanen Yoda    | Södra Sverige                                                                                                   | 41 m/s Hanö                                                          |                     | 85 000           |      |                  | Öresundsbron och Älvsborgsbron var avstängda. Trafikverket ställde in tågtrafiken i stora delar i sydvästra Sverige. |
| 9 december 2011                                 | Hela landet, främst västkusten                                                                                  | 36 m/s Måseskär                                                      |                     | >12 800          |      |                  | Älvsborgsbron var avstängd, Götatunneln stängde under kvällen då vatten trycktes upp. Mölndalsån och älven svämmade över kajkanter och flera källare, vägar och viadukter var översvämmade. |
| 25 december 2011 Stormen Dagmar                 | Södra Norrland och Svealand                                                                                     | 34 m/s Östersund-Frösön                                              |                     | >160 000         | 1    | 4,5 milj m³sk    | Trafikverket ställde in tågtrafiken i stora delar av landet. |
| 3–4 januari 2012 Stormen Emil                   | Götaland | Byvind 34 m/s medelvind 27 m/s (Båda på Vinga)                       |                     | 25 000           |      |                  | Västkusten drabbades värst. Uddevallabron och Älvsborgsbron var avstängda. Tågtrafiken stängdes av i flera län. |
| 28–29 oktober 2013 Stormen Simone               | Götaland | Byvind 42 m/s och medelvind på 31 m/s (Båda vid Hallands Väderö)     |                     | 75 000           |      | 1,5-2 milj m³sk  | Trafikverket ställde in tågtrafiken i Väst- och Sydsverige. |
| 16–17 november 2013 Stormen Hilde               | Mellersta Norrland                                                                                              | Byvind: 56 m/s Stekenjokk Medel: 47 m/s Stekenjokk                   |                     | 36 000           |      | 3,5 milj m³sk    | Stora problem på vägar och i elnätet. Värst drabbat blev Jämtland, Västerbotten och Västernorrlands län. SJ ställde in ett antal tåg. 47 m/s är den högsta noterade medelvind sedan man började att mäta vind i Sverige. 56 m/s är den högsta noterade vindbyn i november månad. Hilde ledde till stora störningar i mobiltelefoni. Gällande den fasta telefonin var som mest cirka 14 000 kunder utan fast telefoni. |
| 5–7 december 2013 Stormen Sven                  | Götaland, Svealand                                                                                              | Byvind: 40 m/s och Högsta medelvinden: 30 m/s (Båda vid Väderöarna). |                     | 50 000           | 7    | 0,8 milj m3sk    | Stora snömängder från Småland och norrut. Stora problem på vägar och i elnätet. Värst drabbat blev Skåne, Halland, Västra Götalands län och Stockholms län samt andra delar av Svealand. Trafikverket ställde in alla tåg i Skåne, och även i andra delar av Götaland. I flera städer ställdes stora delar av busstrafiken in p.g.a. rådande väglag. Öresundsbron och Älvsborgsbron stängdes av för all trafik. En hel del flyg ställdes in i Skåne och från Landvetter. Även Arlanda fick problem med inställda flyg och förseningar. Havsvattenståndet var mycket högre än det normala och ledde till översvämningar på flera håll i främst västra Skåne. Sju personer omkom till följd av stormen, en stor del av dem omkom när de fick träd över sig. |
| 12 december 2013 Stormen Ivar                   | Mellersta och södra Norrland                                                                                    | Byvind: 46 m/s Blåhammaren (fjäll) och 35 m/s Mattmar (inland)       |                     | 60 000           |      | 8 milj m3sk      | Den kraftigaste stormen på länge i södra och mellersta Norrland. Värst drabbades Jämtland och Medelpad. Stormen drog in västerifrån mot Jämtlandsfjällen och passerade över Sverige mycket snabbt. Vindbyar uppåt orkanstyrka noterades, både i fjällen och i inlandet. Mängder av träd, julgranar och flaggstänger knäcktes, även flera hustak flög av. Stormen drog bort vid midnatt 12-13 december. |
| 2 januari 2015 Stormen Svea                     | Götaland |                                                                      |                     |                  |      |                  | |
| 10–11 januari 2015 Stormen Egon                 | Götaland | 37 m/s på Hanö i Blekinge                                            | övervägande västlig | 73 000           | 0    | 2,5–3 milj m3sk  | Stora vattenståndsskillnader i Öresund. Mellan Helsingborg i norr och Falsterbo i söder var skillnaden närmare 2 m, vilket ledde till att en färja från Tyskland inte kunde lägga till i Trelleborg, utan fick vänta på lugnare väder ute på redden. Egentligen orkanstyrka eftersom gränsen är 32,7 m/s. |
| 30 november 2015 Stormen Gorm                   | Södra Götaland                                                                                                  | 41,1m/s på Kullens fyr                                               |                     | 50 000           |      | 2–2,5 milj m3sk  | Tågtrafik inställd i Sydsverige. Uppgraderades till orkanstyrka. Sjællands Odde hade medelvind på 35 m/s, orkanstyrka. |
| 4 december 2015 Stormen Helga                   | Västkusten, Götaland                                                                                            | 37,9 m/s i Måseskär                                                  |                     | >40 000          |      |                  | Uddevallabron och Älvsborgsbron stängda under dagen. Störningar i tågtrafiken. |
| 25 december 2015 Stormen Staffan                | Mellersta Norrland                                                                                              |                                                                      |                     | 500              |      |                  | |
| 18 januari 2017                                 | Norrland | 47,8 m/s Stekenjokk                                                  |                     |                  |      |                  | Högsta medelvind som uppmätts i Sverige |
| 19 september 2018 Stormen Knud                  | Sveriges västkust och Skåne                                                                                     | 32,8 m/s, Väderöarna                                                 |                     |                  |      |                  | |
| 1–2 januari 2019 Stormen Alfrida                | Västra Götaland, Värmland, Örebro, Östergötland, Västmanland, Dalarna, Södermanland, Uppsala och Stockholms län | 38,5 m/s, Örskär                                                     | N                   | 100 000          |      | >500 000 m3sk    | Öresundsbron stängdes av. Färjorna till Gotland och Åland ställdes in. Skador på skog i Uppsala, Gotland och Stockholm, främst i Norrtälje kommun. |
| 29-30 januari 2022 Stormen Malik                | Skåne, Västra Götaland och Gotland                                                                              |                                                                      |                     | >8000            |      |                  | Öresundsbron stängdes av. Trafikverket ställer in flera tågavgångar. |

## Namn på oväder i Sverige
SMHI namnger oftast inte oväder utan ger dem beteckningar efter vilken landsdel de drabbar eller efter dagens datum, När SMHI känner ett behov av att namnge ett oväder så använder de namnsdagsnamn, de försöker då få till så att vartannat namn är ett mansnamn.
Ibland sprider sig namnet från ett annat land, I Norge anges ekstremvær enligt en förutbestämd alfabetisk lista med omväxlande mans- och kvinnonamn. Två exempel då Sverige anammat de norska namnen är Gudrun och Per.